# ベルナール・マクファデン
ベルナール・マクファデン（Bernarr Macfadden、1868年8月16日 - 1955年10月12日）は、栄養学や健康学の理論とボディビルを組み合わせたフィジカルカルチャー を提唱したアメリカ人である。また、雑誌編集者であり、今日まで続くマクファデン出版社を設立した。

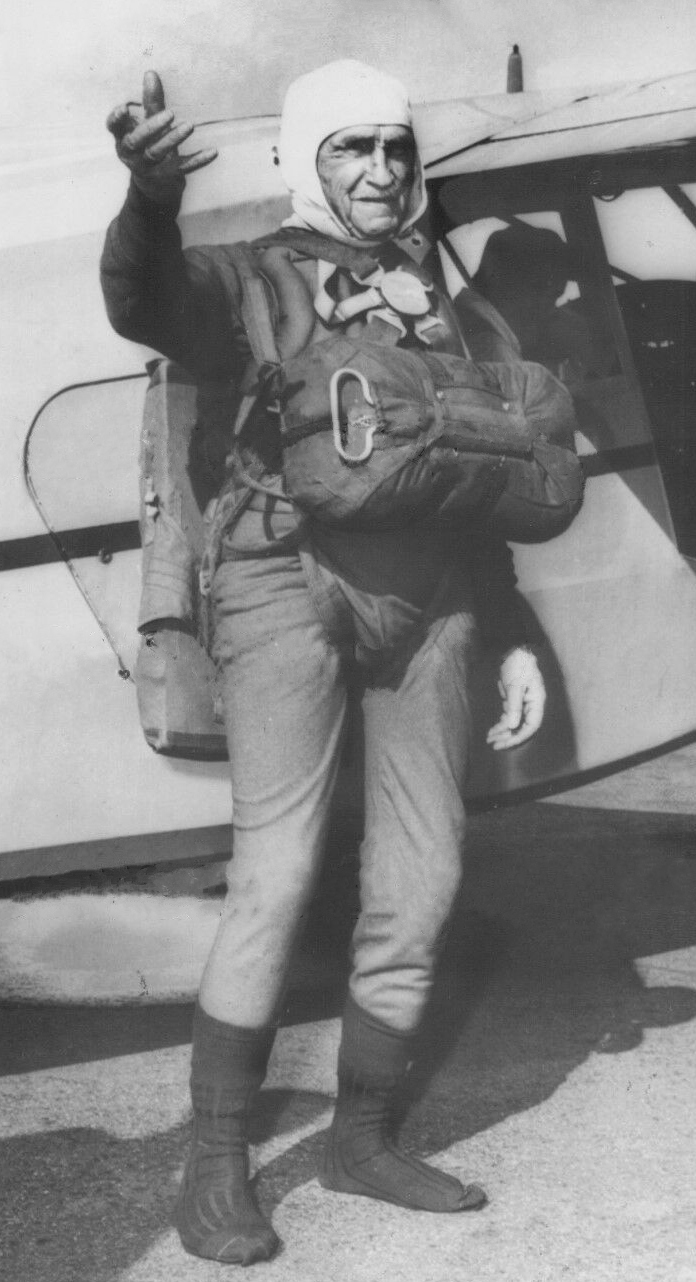
スカイダイビングをするマクファデン（1951年）

アメリカにおける健康とフィットネスの文化の起源と称されている。マクファデンが提唱したフィジカルカルチャーは、チャールズ・アトラスやジャック・ラレーンが継承した。

## 生涯

### 若年期
ミズーリ州ミルスプリングで1868年8月16日に生まれた。出生時の姓名はバーナード・アドルファス・マクファデン(Bernard Adolphus McFadden)だったが、後により力強く見えるように名前を変えた。彼は、"Bernarr"（ベルナール）という音がライオンの咆哮のように聞こえ、"Macfadden"の方が男性的な綴りだと考えた。
幼い頃、マクファデンは体が弱く病気がちだった。11歳までに孤児になり、農家に預けられて、農場で働き始めた。農場での過酷な労働と健康的な食事が、彼を丈夫で体格の良い少年に変えた。しかし、13歳の時にミズーリ州セントルイスに移り住み、デスクワークの仕事に就くと、以前のような病弱な体に戻ってしまった。16歳のとき、彼は自分自身を「肉体的にボロボロ」と表現していた。ダンベルで運動を始め、1日6マイル歩き、ベジタリアンになったことで、すぐに以前の健康を取り戻した。

### 出版業と作家業
マクファデンは1899年に『フィジカルカルチャー』(Physical Culture)誌を創刊し、1912年8月号まで編集者を務めた。長年にわたって編集長を務めたフルトン・アウスラーの支援の下で、マクファデンは『リバティ』(Liberty)、『トゥルー・ディテクティブ』(True Detective)、『トゥルー・ストーリー』(True Story)、『トゥルー・ロマンス』(True Romances)、『ドリーム・ワールド』(Dream World)、『ゴースト・ストーリーズ』(Ghost Stories)、映画雑誌『フォトプレイ』(Photoplay)、タブロイド紙『ニューヨーク・イブニング・グラフィック』(The New York Evening Graphic)などの出版帝国を築き上げた。スポーツ雑誌『スポート』は、タイム社の『スポーツ・イラストレイテッド』誌が登場する以前は最も人気のあるスポーツ雑誌だった。
『ゴースト・ストーリーズ』などは、当時急速に成長していたパルプ雑誌の方向性を示すものであったが、大判の雑誌であり、ほとんどの物語が、マクファデンが自ら語るという形式(confessional writing)だった。1928年には、マクファデンは『レッド・ブラッド・ストーリーズ』（Red Blooded Stories、1928-29年）、『フライング・ストーリーズ』（Flying Stories、1928-29年）、『テイルズ・オブ・デンジャー・アンド・デリング』（Tales of Danger and Daring、1929年）などで、より露骨なパルプ雑誌への進出を果たしたが、これらは全て失敗した。1929年、マクファデンはハロルド・ハーシーのパルプ・チェーンであるグッド・ストーリー・マガジン社に出資した。『ゴースト・ストーリーズ』や『フライング・ストーリーズ』のようなマクファデンのタイトルは、グッド・ストーリー社の出版物として継続された。他にも『スリルズ・オブ・ジャングル』（Thrills of the Jungle、1929年）や『ラブ・アンド・ウォー・ストーリーズ』（Love and War Stories、1930年）のような、マクファデンによるパルプを意図した作品は、『グッド・ストーリー』誌に掲載されたものである。1931年、マクファデンはマッキノン＝フライ雑誌出版社を買収し、SF小説雑誌の草分けである『アメージング・ストーリーズ』を始めとするいくつかの雑誌の出版権を手に入れた。これらの雑誌はテック出版(Teck Publications)の名前で発行された。これにより、グッド・ストーリー社はマクファデンにとっては不要になり、ほぼすぐに同社への資金援助を取り下げた。1938年、テック出版の雑誌をZiff Davis社に売却し、マクファデンはパルプ雑誌の分野から手を引いた。
マクファデンはまた、The Virile Powers of Superb Manhood（素晴らしい男らしさの剛健な力、1900年）、MacFadden's Encyclopedia of Physical Culture（マクファデンのフィジカルカルチャー百科事典、1911-1912年）、Fasting for Health（健康のための断食、1923年）、The Milk Diet（ミルクダイエット、1923年）などの健康に関する多くの記事や書籍を執筆した。

### 健康アドボカシー

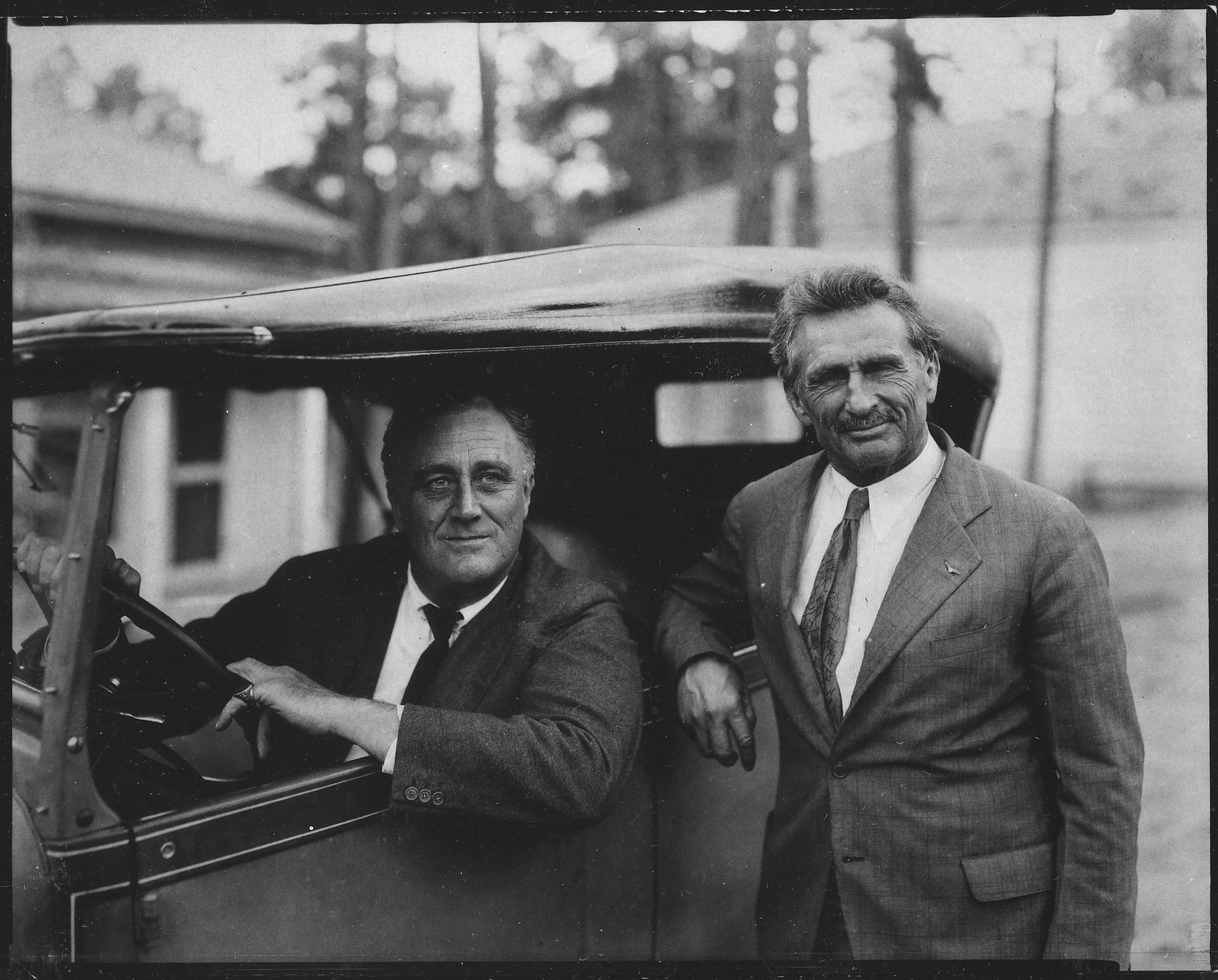
フランクリン・D・ルーズベルトとともに。1931年、ジョージア州ウォームスプリングスにて

マクファデンは、それまで神経性無食欲症の症状としか見られていなかった断食を、健康法として普及させた。彼は、断食が、肉体的健康を獲得するための最も確実な方法の1つであると強く感じていた。彼のところに行った患者の多くは、体を若返らせるためと称して一週間の断食をさせられた。彼は断食について、「人は、他の人を恥とするような強さとスタミナの程度を明らかにしながら、事実上全ての種類の病気に対して無条件の制御を行使することができる」と主張している。彼は断食を、「他の男よりも優れていることを証明するための道具」と考えていた。
マクファデンは、断食の前後に撮影した自身の写真を使って、断食の体へのプラスの効果を実証していた。例えばある写真には、7日間の断食の直後に100ポンドのダンベルを持ち上げている（とされる）マクファデンが写されている。彼はまた、人種的な偏見に訴えて断食を促進し、断食は文明的な白人だけが受け入れることを選ぶ自己否定の実践であると述べた。マクファデンは断食の難しさを認め、苦行としての断食は支持しなかったが、断食で得られる物がそのコストを上回ると信じていた。
彼は特に白パンの消費に反対し、これを「死の物質」と呼んだ。
マクファデンは、アメリカ東部と中西部の州に多くの「ヘルサトリウム」(healthatorium)を設置した。この施設では、「フィジカルカルチャー・トレーニングスクール」などの教育プログラムを実施していた。
彼は、肉体鍛錬とフィットネスについては評価を得たが、性に関する見方についてはそれ以上の悪評を得た。彼は性交を、単なる生殖活動ではなく、健康のための活動と考えていた。これは、当時の多くの医師が持っていた態度とは異なるものだった。当時の健康に関する権威としてシルベスター・グラハムとジョン・ハーヴェイ・ケロッグが挙げられるが、彼らは禁欲を勧めていた。
彼は世界中の何百万という人々に健康的で精力旺盛に生きることを説いた有名人だったが、『タイム』誌では「ボディ・ラブ・マクファデン」というあだ名で呼ばれ（彼はこのあだ名を嫌っていた）、多くの人から「変人」(kook)や「偽医者」(charlatan)の烙印を押された。猥褻容疑で逮捕されたこともあり、医学界からも非難されていた。彼は生涯を通して精力的に、薬に依存することや加工食品や上品ぶることに対して反対するキャンペーンを展開した。
マックファッデンは、フィジカルカルチャーに基づく宗教「コスモタリアニズム」(cosmotarianism)の創設を試みたが、失敗に終わった。 彼は、彼の提唱する方法を実践することで150歳まで生きられると主張した。
彼はマクファデン財団を設立し、ニューヨーク州ウエストチェスター郡に、ブライアクリフマナーのマクファデン・スクールと、タリータウンのタリータウン・スクールという2つの寄宿学校を設立した。マクファデン・スクールでは、3歳から子供を受け入れていた。1943年3月7日の『ニューヨーク・タイムズ・マガジン』に掲載されたタリータウン・スクールの広告には「戦争する国の需要に応えるために」と書かれていた。タリータウン・スクールの男子生徒は制服を着て、軍隊式の規律を受けていた。マクファデン・スクールは1939年から1950年まで、タリータウン・スクールは1943年から1954年まで運営されていた。

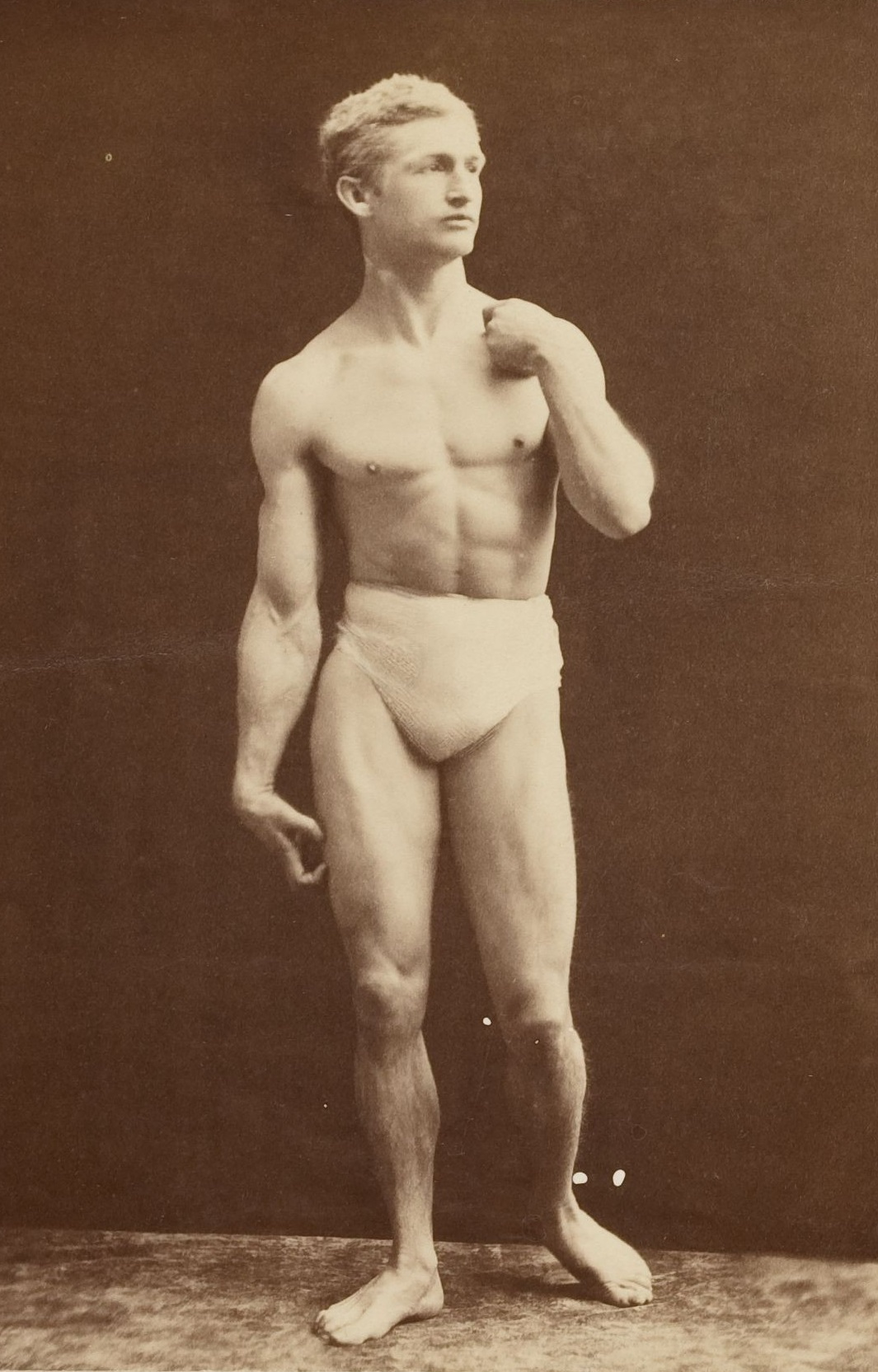
ミケランジェロのダビデ像のポーズをとるマクファデン（1905年ごろ）
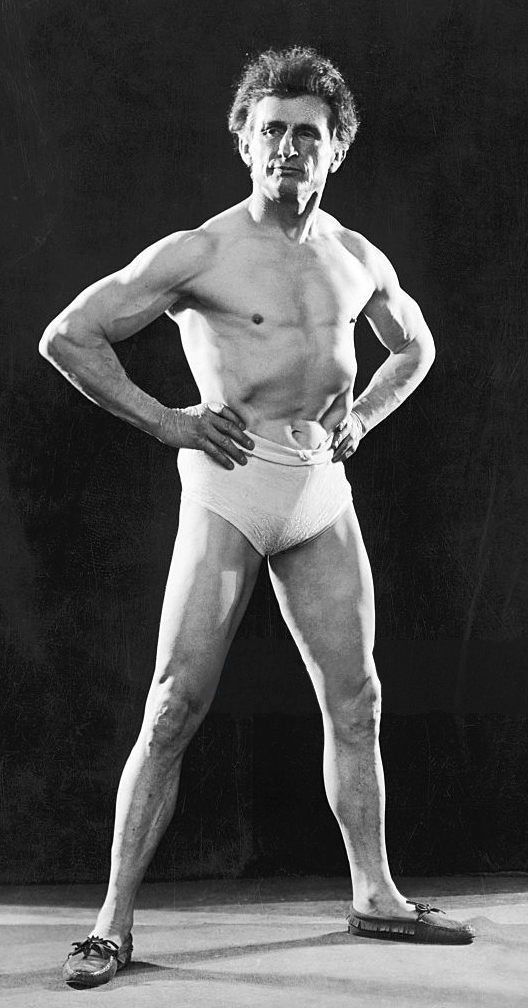
1923年

### その他の事業
最盛期には、マクファデンはニューヨークのダンズビルに大きなビルといくつかのホテルを所有していた。また、1902年にはニューヨークに「フィジカルカルチャー」という名のレストランをオープンし、ニューヨークで最初のベジタリアン向けのレストランの1つとなった。ベジタリアンレストラン・フィジカルカルチャーは、フィラデルフィアやシカゴなど他の都市にも出店した。1911年には、出店数は20店になった。マクファデンは生食主義の提唱者であり、シルベスター・グラハムの哲学の信奉者であった。

### 私生活
マクファデンは生涯で4回結婚した。

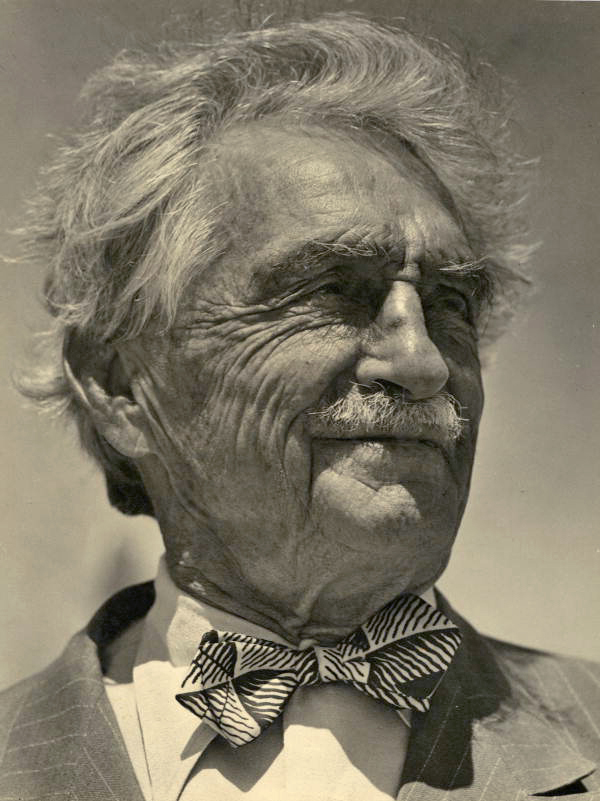
1948年

3人目の妻メアリー・ウィリアムソン・マクファデン(Mary Williamson Macfadden)との出会いは、マクファデンが主催した"contest for the most perfect specimen of England womanhood"（イングランドの女性として最も完璧な見本コンテスト）で優勝したことがきっかけだった。彼女はイギリスの水泳大会で優勝したことがあった。2人の間には、ヘレン(Helen)、バーン(Byrne)、バーンス(Byrnece)、ビューラ(Beulah)、ビバリー(Beverly)、ブリュースター(Brewster)、バーウィン(Berwyn)、ブラウンダ(Braunda)の8人の子供がいた。8人のうち7人は名前の頭文字が"B"になるよう名づけられた。ベルナールとメアリーは1932年に別居し、1946年に離婚した。
マクファデンは政治家になろうとしていた。ニューヨーク市長、フロリダ州選出上院議員、さらにはアメリカ大統領選挙 にも出馬しようとしていた。
娘の一人が心臓病で亡くなった時、彼は「彼女がいなくなって良かった。彼女は私に恥をかかせるだけだった」と言った。
彼は、シャーリー・テンプル、クラーク・ゲーブル、フランクリン・ルーズベルト、ウィル・ロジャース、ルドルフ・ヴァレンティノらと知り合いだった。

### 死と遺産
マクファデンは1955年10月12日にニュージャージー州ジャージーシティで死亡した。死因は、あらゆる治療を拒否した末の尿路感染症だった。遺体は、ニューヨーク市ブロンクスのウッドローン墓地に埋葬された。彼の死後、マクファデン財団の会長にミステリー作家のエドワード・ロングストリート・ボーディンが就任した。
死後、最後の妻のジョニー・リー・マクファデンは、全米各地に遺産が埋められていると主張した。彼女が言うには、ベルナールは金を鉄製の弾丸入れに入れて埋めたと言い、それは何百万ドルにもなるという。マクファデンがバッグとスコップを持ってホテルを出て、その後スコップだけを持って戻ってくるのを目撃したという報告が、複数の人から寄せられた。埋められた金を掘り出そうとする人が多く現れたが、それらはいずれも失敗した。マクファデンと親しい人たちは、お金を埋めたという話はただの噂話だとしている。

## 批判
マクファデンは、著書の中で、患者に対し医師に相談しないよう奨めていたことで批判を浴びている。マクファデンは、癌を治すと主張された「ブドウ療法」などの偽医療の提唱者であったことが、批評家によって指摘されている。
モリス・フィッシュバインは、「ベルナール・マクファデンは、科学的な医療に反対し、病気の原因・予防・治療についての単一の概念の推進に専念するような境界線上のカルトに自分自身を合わせた」と書いている。
マクファデンの出版物の中には、エロティックで性的な内容のものもあり、批判を浴びた。

## 著書
マクファデンは100冊以上の本を執筆している。以下にその一部を挙げる。
- Physical Training. (1900)
- Fasting, Hydropathy, and Exercise. (1900)
- Virile Powers of Superb Manhood. (1900)
- Power and Beauty of Superb Womanhood. (1901)
- Strength from Eating. (1901)
- Strong Eyes. (1901)
- Physical Culture Cook Book. with Mary Richardson, assisted by George Propheter. (1901)
- Natural Cure for Rupture. (1902)
- Vaccination Superstition. (1902)
- Marriage: a Lifelong Honeymoon. (1903)
- Building of Vital Power. (1904)
- Creative and Sexual Science. (1904)
- Health, Beauty, and Sexuality. (1904)
- How Success Is Won. (1904)
- A Perfect Beauty. (1904)
- Physical Culture for Babies. (1904)
- A Strenuous Lover. (1904)
- Muscular Power and Beauty. (1906)
- Macfadden Prosecution: A Curious Story of Wrong and Oppression. (1908)
- Vitality Supreme. (1915)
- Brain Energy. (1916)
- Manhood and Marriage. (1916)
- Womanhood and Marriage. (1918)
- Strengthening the Eyes. (1918)
- Making Old Bodies Young. (1919)
- Truth About Tobacco. (1921)
- The Miracle of Milk. (1923)
- Fasting for Health. (1923)
- Constipation: Its Cause, Effect, and Treatment. (1924)
- How to Raise a Strong Baby. (1924)
- Walking Cure, Pep and Power from Walking – How to Cure Disease. (1924)
- Hair Culture. (1921)
- Diabetes: Its Cause, Nature and Treatment. (1925)
- Headaches: How Caused and How Cured. (1925)
- Strengthening the Spine. (1925)
- Tooth Troubles. (1925)
- Asthma and Hay Fever. (1926)
- Colds, Coughs, and Catarrh. (1926)
- Foot Troubles. (1926)
- Predetermine Your Baby's Sex. (1926)
- Rheumatism, Its Cause, Nature and Treatment. (1926)
- Skin Troubles. (1927)
- Digestive Troubles. (1928)
- Talks to a Young Man About Sex. (1928)
- Tuberculosis. (1929)
- Home Health Manual. (1930)
- After 40 – What?. (1935)
- Practical Birth Control. (1935)
- Woman's Sex Life. (1935)
- How to Gain Weight. (1936)
- How to Reduce Weight. (1936)
- Be Married and Like It. (1937)
- Macfadden's Encyclopedia of Physical Culture. I, II, III, IV, V